# ブルース効果
ブルース効果（ブルースこうか、Bruce effect）は、哺乳類のメスにおいて観察される、メスを別の新しいオスに曝露させると妊娠が中断される現象である。

## 概要
ブルース効果のうち、着床前の阻害（preimplantation failure）については1959年にブルース(Bruce)によって、着床後の阻害（postimplantation failure）については1990年にストレイ（Storey）とスノウ（Snow）などによって発見された。研究室レベルでは、少なくとも12種類の動物（ハツカネズミ、シロアシネズミ、ハタネズミなど）で、ある種の妊娠中断現象および妊娠阻止現象が報告されている(reviewed in Mahady and Wolff 2002)。
これらの実験の基本設計は、受精させたメスに種親ではない別のオスと直接に曝露させるか、または別のオスの尿に曝露させるか、もしくは別のオスが寝床を汚染するなどして、着床の阻害や流産、胎児の再吸収を生じさせる。実験の設計や実験動物の種にもよるが、着床の中断は妊娠17日目まではいつでも生じる可能性がある(e.g., Stehn and Richmond 1975, Stehn and Jannett 1981, Storey 1994)。
異なるオスとの接触時間、曝露時間、性的経験、異なるオスの挙動などの実験変数は、妊娠阻害の度合いへ影響する可能性がある
(e.g., Stehn and Richmond 1975, Kenney et al. 1977, Storey and Snow 1990)。一般的な影響としては、種親と異なったオスとの一定レベルの曝露は、齧歯類のメスの正常な妊娠を阻害する。この反応はおそらく新しいオスへの適応のために生じており、メスの妊娠が中断される結果として1～4日で再び発情期となり、オスとの交尾の機会を提供している。
この反応のメスへの利益は、新しいオスは遺伝子的に優れているように見える点と、あるいは老いたオスよりもより適切なオスを得られる点で明確である。このことから、メスが以前のオスの代わりに新しいオスとつがいになることは論理的説明が可能である。メスにとって、つがいを作り、仔を生む機会は非常に限られているため、相手のオスには子孫に最も優れた遺伝子を残せるであろうという保証が必要となるのである。これは特に、子孫に膨大な時間とエネルギーを費やす哺乳類にとっては真理である。
なお、ブルース効果は実験室外では証明されておらず、 野生のハタネズミ（grey voles）では起こらないことが報告されている (de la Maza et al. 1999)。これらのことから、ブルース効果は実験室でのみ発生するアーティファクトである可能性がある。